# حكومة كوريا الشمالية
في حكومة كوريا الشمالية، مجلس الوزراء هو الهيئة الإدارية والتنفيذية. تتألف حكومة كوريا الشمالية من ثلاث سلطات: الإدارية والتشريعية والقضائية. مع ذلك فإنها غير مستقلة عن بعضها البعض.

## المؤسسات
على الرغم من أن البلاد تتبع السلطوية، فإن القائد يجب أن يعمل من خلال نواب مختلفين ومؤسساتهم، والذين يمتلكون السلطة لتأخير وتعديل أو حتى مقاومة أوامر القائد. قد تحدد هذه المؤسسات الأسلوب والتوجه العام لسياسة كوريا الشمالية المحلية والخارجية، وتقدم الاقتراحات، وتعرض الخيارات السياسية وتمارس الضغوط على كيم نفسه.
تُدعم الحكومة أيضًا من قبل مجلس الشعب الأعلى. يتولى رئيس الوزراء، الذي يعين ثلاثة نواب له ووزراء الحكومة، مجلس الوزراء. تخضع الحكومة لسيطرة حزب العمال الكوري (دبليو بّي كي)، وما تزال تحت سيطرته منذ تأسيس كوريا الشمالية في عام 1948.
يمتلك مجلس الوزراء حاليًا الحق بالإشراف على اللجنة الشعبية المؤقتة لكوريا الشمالية ومراقبتها فيما يتعلق بالاقتصادات المحلية والإدارة. مع استبدال مجلس إدارة الدولة (إس إيه سي) بمجلس الوزراء، أُلغيت اللجنة الاقتصادية والإدارية المحلية (إل إيه إي سي) ومهامها المتعلقة بالسياسات المحلية التي انتقلت إلى اللجنة الشعبية المؤقتة. تحت حكم كيم جونغ إيل، رُفعت سلطة مجلس الوزراء لتصبح مساوية لحزب العمال الكوري والقوات البرية للجيش الشعبي الكوري (كي بّي إيه).
لم يعد بإمكان الأمين العام للحزب أن يشغل في الوقت نفسه منصب رئيس اللجنة الشعبية المؤقتة، والذي يتولاه رئيس سابق للجنة الاقتصادية والإدارية المحلية. بالتالي فإن اللجنة الشعبية المؤقتة مستقلة نظريًا عن الحزب المحلي وتخضع لسيطرة مجلس الوزراء. أصبح مركز اللجنة الشعبية المؤقتة باعتباره الجهاز التنفيذي المحلي، من حيث المبدأ، أعلى من ذي قبل.
صنفت وحدة الاستخبارات الاقتصادية كوريا الشمالية في المرتبة الأخيرة على اعتبارها تمتلك نظامًا استبداديًا، في مؤشرها للديمقراطية لعام 2012 عند تقييمها لـ 168 دولة.

### السلطة القضائية
يترأس السلطة القضائية في كوريا الشمالية المحكمة العليا لجمهورية كوريا الديمقراطية الشعبية، والتي تتألف من رئيس المحكمة ومستشارين شعبيين؛ وثلاثة قضاة يمكن أن يوجدوا في بعض الحالات. تتزامن مدة ولايتهم مع مدة ولاية هؤلاء الأعضاء من مجلس الشعب الأعلى. لكل محكمة في كوريا الشمالية نفس تركيبة المحكمة المركزية. يخضع النظام القضائي نظريًا للمحاسبة من قبل مجلس الشعب الأعلى ورئيس المجلس عندما لا ينعقد المجلس التشريعي. لا تمارس السلطة القضائية المراجعة القضائية. كثيرًا ما تتدخل قوات الأمن في إجراءات السلطة القضائية بحيث تكون النتيجة في جميع الحالات أمرًا مفروغًا منه؛ ويؤكد الخبراء في خارج كوريا الشمالية والعديد من المنشقين أن هذه مشكلة واسعة الانتشار. بينت منظمة فريدوم هاوس أن «كوريا الشمالية لا تمتلك سلطة قضائية مستقلة ولا تعترف بحقوق الأفراد... وإن التقارير عن الاعتقالات التعسفية و«الاختفاءات» والقتل غير القانوني هي أمور شائعة، والتعذيب منتشر وعنيف». جرت الموافقة على دستور كوريا الشمالية الخامس والحالي واعتُمد في سبتمبر عام 1998، ليحل بذلك محل الدستور السابق له والمُعتمد منذ عام 1972. عُدل الدستور السابق لآخر مرة في عام 1992. يمكن أن تكون العقوبات الجنائية شديدة؛ أحد المهام الأساسية للنظام هي الحفاظ على قوة نظام الحكم. نظرًا لقلة المعلومات المتوفرة حول ما يحدث بالفعل داخل البلد، فإن مدى وجود أي حكم قانوني غير مؤكد. في جميع الحالات فإن كوريا الشمالية معروفة بوضعها السيئ في مجال حقوق الإنسان وتحتجز بانتظام آلاف المعارضين دون محاكمتهم أو السماح لهم بالاستفادة من المشورة القانونية. وفقًا لتقرير وزارة الخارجية الأمريكية عن ممارسات حقوق الإنسان، فإن كوريا الشمالية تعاقب عائلة الجاني جنبًا إلى جنب معه.